# 皇甫徽
皇甫徽（?—?），字子玄，安定郡朝那县（今宁夏回族自治区固原市彭阳县）人，南北朝军事人物，南朝齐秦梁二州刺史皇甫澄的儿子。

## 生平
皇甫徽在南朝梁为官，历任诸王参军，后担任安定郡太守、略阳郡太守。北魏正始二年（505年），他跟随岳父（一说为其妻的叔父）夏侯道迁归降北魏。夏侯道迁上书陈述功勋，想把皇甫徽列为首谋，皇甫徽却推辞道：“我并未参与谋划，却贪图赏赐，内心会感到羞耻。” 梁州刺史羊祉赏识他的正直，举荐他担任征虏府司马。

## 子女
- 皇甫和
- 皇甫亮，字君翼
- 皇甫艳，嫁北魏使持节、散骑常侍、都督益州诸军事、益州刺史、汾阴男薛怀俊